# Pékity Péter
Pékity Péter (horvátul: Petar Pekić) (Felsőszentiván, 1896. június 26. – Zágráb, 1965. december 5.) bunyevác történész, irodalmár.

## Élete
1918-tól Szabadkán élt és dolgozott, 1937-ben költözött Zágrábba. 1919. szeptember 22-én a bunyevác küldöttség tagja volt a Párizsi Békekonferencián (Vukovics József társaságában).

## Művei
- Povijest Hrvata u Vojvodini : od najstarijih vremena do 1929. godine, Matica hrvatska, Zagreb, 1930.
- Vae victis : ili pobijanje kritike dra Dušana Popovića i Vase Stajića, Subotica, 1930.
- Propast Austro-Ugarske Monarhije : i postanak nasljednih država, Grafika, Subotica, 1937.
- Povijest oslobođenja Vojvodine, Grafika, Subotica, 1939.
- Postanak Nezavisne Države Hrvatske: borba za njeno oslobođenje i rad na unutrašnjem ustrojstvu. 1942.

## Külső hivatkozások
- Antologija proze bunjevačkih Hrvata Archiválva 2008. április 15-i dátummal a Wayback Machine-ben
- Antologija poezije bunjevačkih Hrvata Archiválva 2008. április 17-i dátummal a Wayback Machine-ben
- Zvonik
- Hrvatska riječ